# Отто Роберт Фріш
О́тто Ро́берт Фріш (нім. Otto Robert Frisch; 1 жовтня 1904 — 22 вересня 1979) — австрійський і британський фізик-ядерник (емігрував до Великої Британії), учасник «Мангеттенського проєкту».
Закінчив Віденський університет у 1926 р.
Працював у Гамбурзі під проводом Отто Штерна та у Копенгагені у Нільса Бора.
Першим (разом з Лізою Мейтнер) розрахував енергетичний вихід реакції поділу, дав (спільно з Рудольфом Паєрлсом) першу оцінку критичної маси урану для атомної бомби.